# Wolf Ewert
Pour les articles homonymes, voir Ewert.
Wolf Ewert (Stralsund, 13 novembre 1897 – Bad Nauheim, 16 mars 1994 ) est un Generalmajor allemand qui a servi au sein de la Heer dans la Wehrmacht pendant la Seconde Guerre mondiale.
Il a été récipiendaire de la croix de chevalier de la croix de fer. Cette décoration est attribuée pour récompenser un acte d'une extrême bravoure sur le champ de bataille ou un commandement militaire avec succès.

## Biographie
Wolf Ewert s'engage le 1er janvier 1921 comme tireur dans le 5e régiment de grenadiers.
Wolf Ewert est capturé par les forces américaines en avril 1945 dans la poche de la Ruhr. Il reste en captivité jusqu'en 1947.

## Décorations
- Médaille des Sudètes
- Croix de fer (1939)
  - 2e classe
  - 1re classe
- Insigne de combat d'infanterie
- Médaille du Front de l'Est
- Croix allemande en or (1er novembre 1943)
- Croix de chevalier de la Croix de fer
  - Croix de chevalier le 18 juillet 1944 en tant que Oberstleutnant et commandant du Grenadier-Regiment 274[1]